# Il cielo è blu sopra le nuvole
Il cielo è blu sopra le nuvole è il ventitreesimo disco dei Pooh, uscito nel 1992.

## Il disco
È l'ultimo lavoro del gruppo ad essere stato distribuito in vinile prima dell'edizione a tiratura limitata a 33 giri di Beat ReGeneration (2008).
In questo album il gruppo sente il bisogno di raccontarsi, di condividere con il pubblico le emozioni più private: è ciò che accade con i brani Stare senza di te, che racconta della separazione di Red da Delia e la sua unione con Bea, e 50 primavere, canzone dedicata da Stefano alle nozze d'oro dei suoi genitori.
L'album è stato registrato per la parte musicale allo Studio Morning City di Milano (tecnico del suono: Renato Cantele) e per le voci allo Studio Morning Garden (tecnico del suono: Giamba Lizzori), ed è stato mixato da Cantele allo Studio Morning City.

## Tracce
1. Il cielo è blu sopra le nuvole – 4:54 (testo: Valerio Negrini – musica: Roby Facchinetti; edizioni musicali Discorso-Babilonia) – Voci principali: Dodi, Stefano, Roby, Red
2. Balliamo balliamo – 4:38 (testo: Valerio Negrini – musica: Roby Facchinetti; edizioni musicali Discorso-Babilonia) – Voce principale: Roby
3. Stare senza di te – 5:35 (testo: Stefano D'Orazio – musica: Red Canzian; edizioni musicali Discorso-Blu Notte) – Voce principale: Red
4. Ricominciamo – 4:48 (testo: Valerio Negrini – musica: Dodi Battaglia; edizioni musicali Discorso-Più in Alto) – Voce principale: Dodi
5. La mia faccia – 4:28 (testo: Valerio Negrini – musica: Roby Facchinetti; edizioni musicali Discorso-Babilonia) – Voce principale: Roby
6. Maria marea – 5:03 (testo: Valerio Negrini – musica: Red Canzian; edizioni musicali Discorso-Blu Notte) – Voci principali: Red
7. 50 primavere – 4:30 (testo: Stefano D'Orazio – musica: Dodi Battaglia; edizioni musicali Discorso-Più in Alto) – Voce principale: Stefano
8. La donna infinita – 4:44 (testo: Stefano D'Orazio – musica: Roby Facchinetti; edizioni musicali Discorso-Babilonia) – Voci principali: Roby, Dodi
9. Le ragazze normali – 4:14 (testo: Valerio Negrini – musica: Dodi Battaglia; edizioni musicali Discorso-Più in Alto) – Voci principali: Roby, Dodi
10. In Italia si può – 5:14 (testo: Valerio Negrini – musica: Roby Facchinetti; edizioni musicali Discorso-Babilonia) – Voci principali: Red, Stefano, Roby, Dodi

Durata totale: 48:08

## Formazione
- Roby Facchinetti - voce, pianoforte, tastiere
- Dodi Battaglia - voce, chitarra
- Stefano D'Orazio - voce, batteria, percussioni
- Red Canzian - voce, basso

Altri musicisti
- Claudio Pascoli - sax
- Demo Morselli - fiati
- Fio Zanotti - arrangiamenti, fisarmonica nel brano Maria marea
- I Piccoli Cantori di Milano - cori nel brano In Italia si può

## Classifiche

### Classifiche settimanali
| Classifica (1992) | Posizione massima |
| ----------------- | ----------------- |
| Europa            | 46                |
| Italia            | 1                 |

### Classifiche di fine anno
| Classifica (1992) | Posizione |
| ----------------- | --------- |
| Italia            | 48        |